# Sknîliv, Zolociv
Sknîliv (în ucraineană Скнилів) este un sat în comuna Bortkiv din raionul Zolociv, regiunea Liov, Ucraina.

## Demografie
Componența lingvistică a localității Sknîliv
     Ucraineană (100%)
Conform recensământului din 2001, toată populația localității Sknîliv era vorbitoare de ucraineană (100%).